# たばこの銘柄一覧
たばこの銘柄一覧（たばこのめいがらいちらん）は、日本におけるたばこの銘柄の一覧である。

## 日本たばこ産業

### 現行販売銘柄

#### あ行
- Winston（ウィンストン）※RJRからの買収銘柄
- うるま※沖縄返還により在琉たばこ会社から旧専売公社に引き継がれた銘柄
- echo（エコー）

#### か行
- CAMEL（キャメル）※RJRからの買収銘柄、一部銘柄は輸入販売。
- 小粋（こいき）（煙管用）

#### さ行
- Seven Stars（セブンスター）（日本初のチャコールフィルター付たばこ）
- SALEM（セーラム）※RJRからの買収銘柄
- ゼロスタイル（嗅ぎたばこ。タバコ葉が入ったカートリッジをパイプにセットする。）

#### は行
- hi-lite（ハイライト）
- PIANISSIMO（ピアニッシモ）※RJRからの買収銘柄
- Peace（ピース）
- Ploom TECH（プルーム・テック）（液体式電子たばこ。液体が入ったカートリッジにタバコ葉が入ったカプセルとバッテリーをセットする。）
- HOPE（ホープ）（日本初のフィルター付たばこ）

#### ま行
- MEVIUS（メビウス）※2013年にMILD SEVEN（マイルドセブン）から改称

#### や行・ら行・わ行
- わかば

#### 日本たばこアイメックスが輸入販売するパイプ煙草と葉巻
- 飛鳥・プレミアム（パイプ煙草）
- 桃山 （パイプ煙草）
- CAPITO カピート（パイプ煙草）
- KEITH キース（葉巻）
- GLORIA Premium グロリア・プレミアム（葉巻）
- JOKER ジョーカー（葉巻）
- SILK ROAD シルクロード（パイプ煙草と葉巻）
- PALOMA パロマ（葉巻）
- BIG HORN ビッグホーン（パイプ煙草）
- FOREST WHISKY フォレスト・ウィスキー（パイプ煙草）
- PROMENADE プロムナード（パイプ煙草、かつてはフィルター付きも発売されていた）
- MARIPOSA マリポーサ（葉巻）
- Momoyama 桃山（パイプ煙草）
- LUMBERJACK ランバージャック（葉巻）
- ROCK'N CHAIR ロックン・チェアー（パイプ煙草）
葉巻はスウェディッシュ・マッチ（英語版）がインドネシアで生産しており、パイプ煙草はマックバレン（英語版）がデンマークで生産している。

### 販売終了銘柄

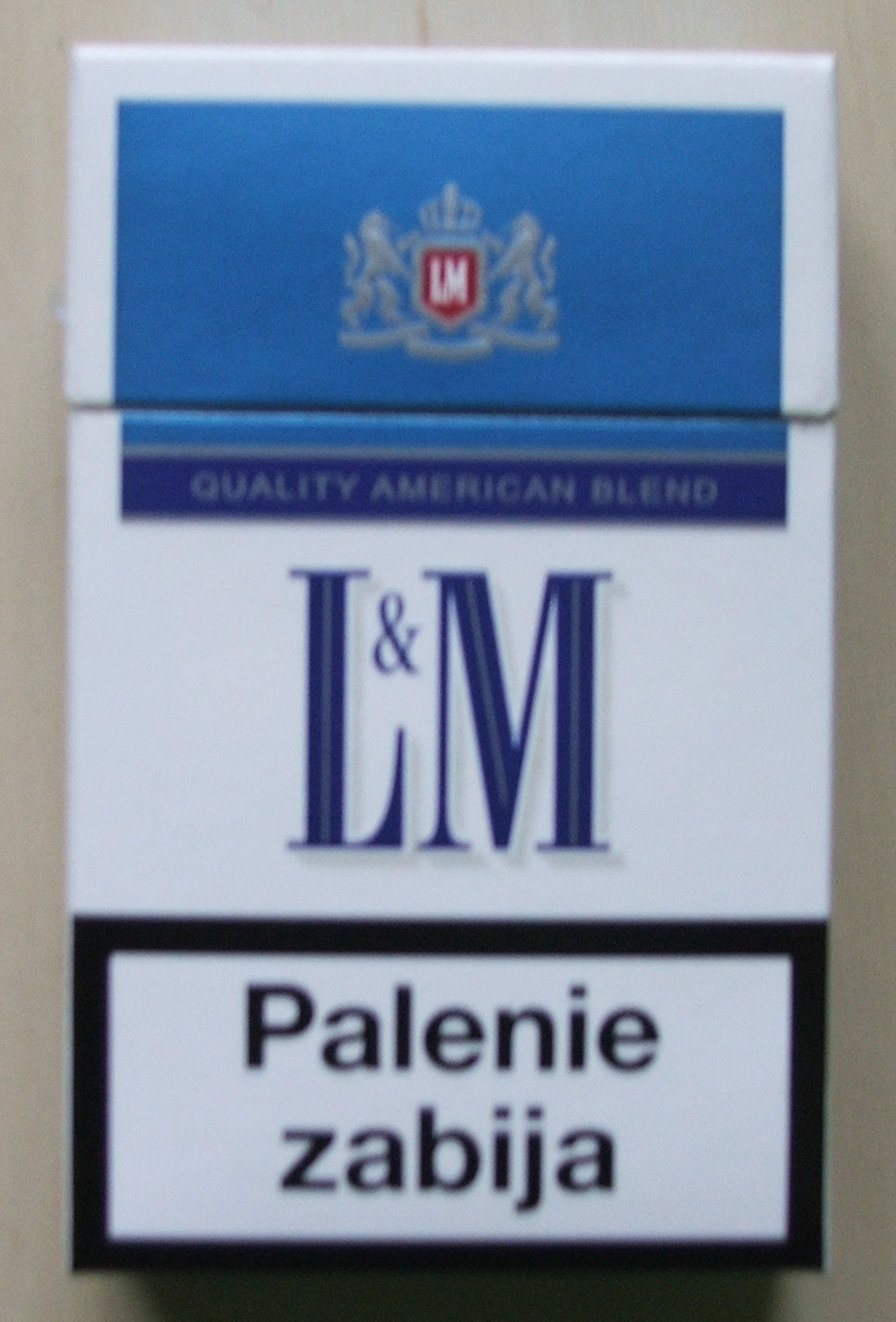
ポーランドで販売されていたL&Mブルーラベル。現在は下のデザインになっている。日本で販売されていた頃のL&Mマイルドはこのデザインで、国によっては現在でもこのデザイン。

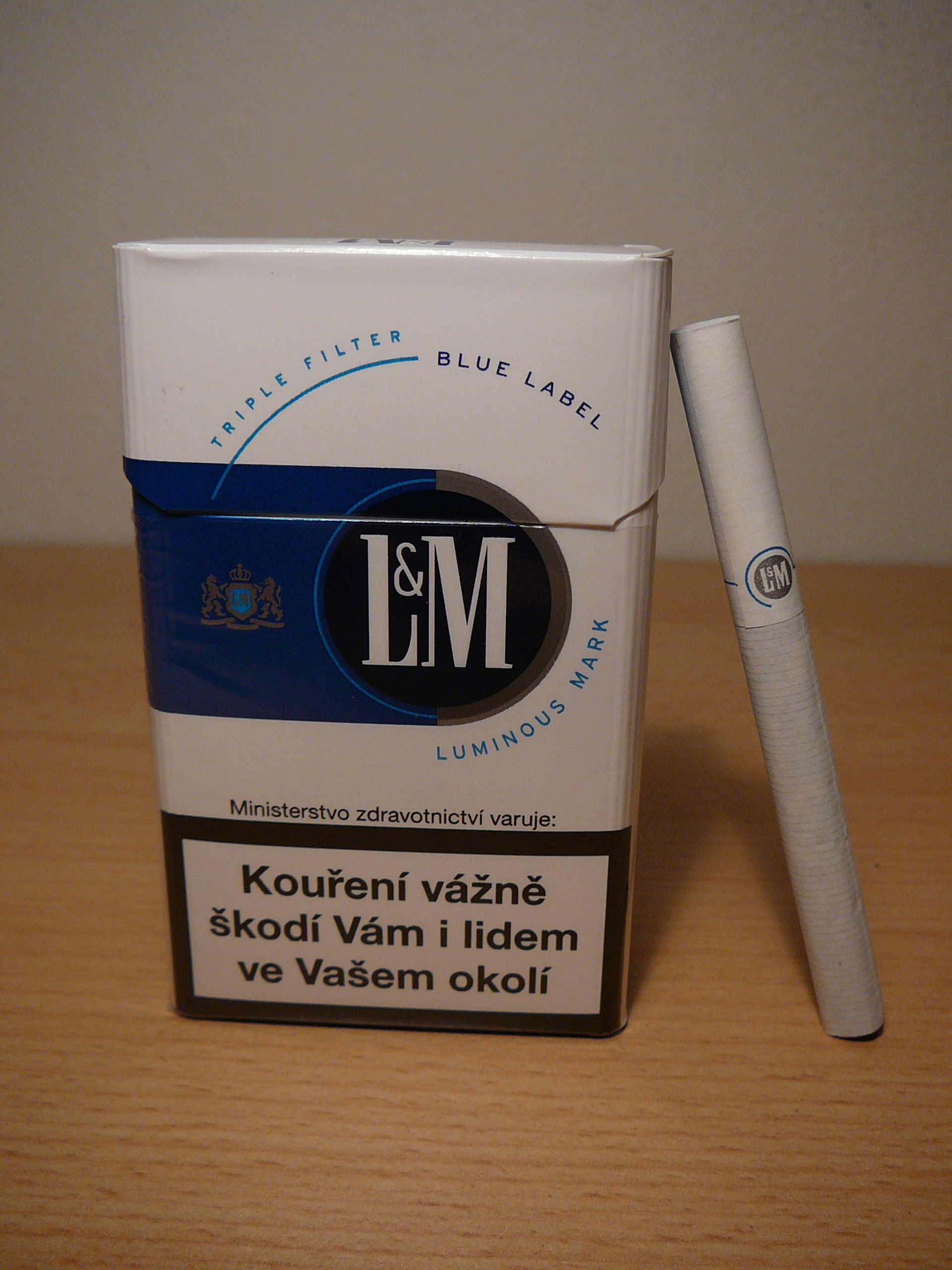
チェコで販売されているL&Mブルーラベル。2007年以降の新デザイン。

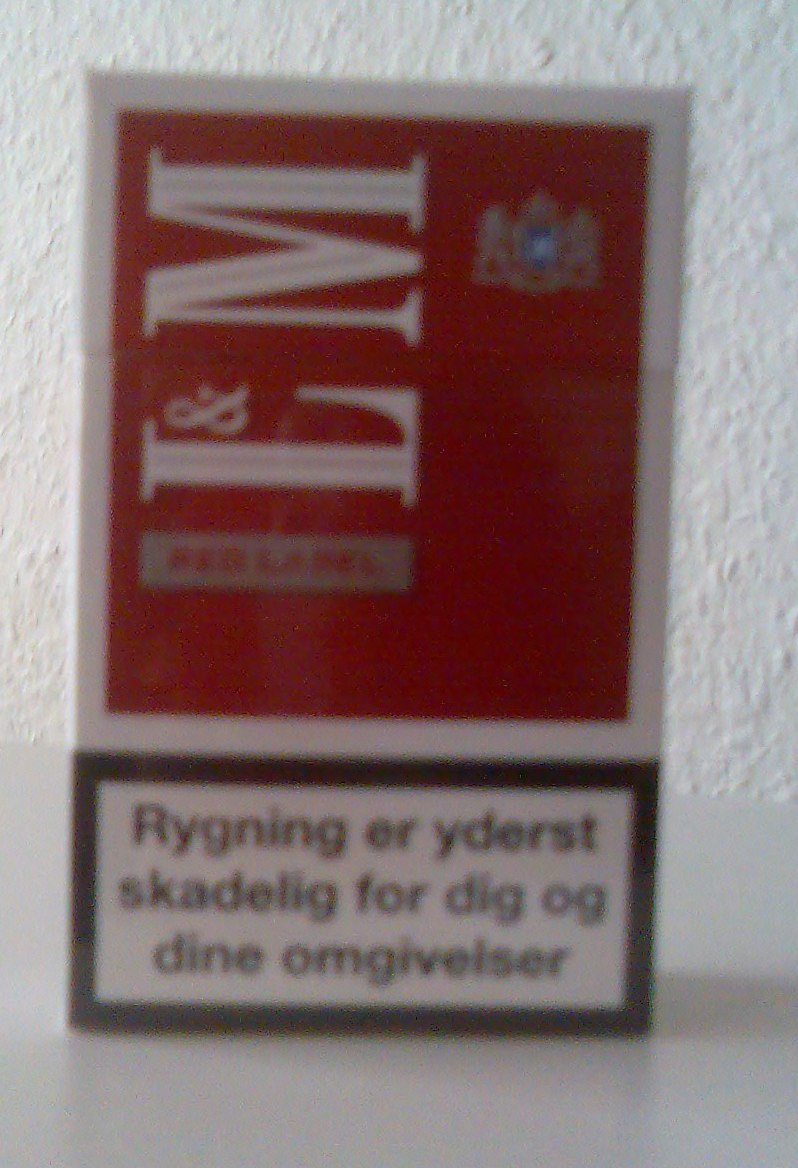
デンマークで販売されているL&Mレッドラベル。ドイツでもこのデザイン。

五十音順

#### 第二次世界大戦前
- 暁
- 朝日（あさひ） （口付）
- アルマ（両切）
- あやめ
- 麗（うらら）（口付）
- オリエント（両切）
- かをり （専売創設25周年記念タバコ）
- カメリヤ（口付）
- 国華（口付）
- 胡蝶（両切）
- 敷島 (しきしま)（口付）
- 昭和 （昭和天皇御大典記念タバコ）
- スター（両切）
- たつ田（口付）
- チェリー（両切）
- 撫子
- 錦
- NIKKO
- 萩
- PALOMA
- 響
- 不二（口付）
- 芙蓉（口付）
- 鵬翼 ほうよく
- 牡丹 （中国製の『牡丹』とは別）
- ほまれ（両切）
- みのり （刻みたばこ　→　口付たばこ）
- 八雲（口付）
- 八千代 （大正天皇御大典記念タバコ）
- 山櫻 やまざくら
- 大和 やまと（口付）
- やよい（口付）
- リリー（両切）
- 刻み煙草として、紅梅、富貴煙、福寿草、水府、薩摩などがあった[1]

#### 第二次世界大戦後
- icene（アイシーン）（ピアニッシモに統合）
- アクセサリー
- AAA
- ARCADIA アルカディア（葉巻）
- ALFA（アルファ）
- ALPHABET（アルファベット）
- いこい
- イジット
- Valiant ヴァリアント
- WITH CLASS
- BEVEL（ベヴェル）（ピアニッシモの傘下銘柄に移行）
- AIRS エアーズ（先端の火種によって温める煙草で、葉を燃やさず、副流煙が一切出ない）
- EPIQUE エピック（JT唯一のスーパースリムタイプ。当初は日本国内販売品であったが、のちにパッケージデザインを変えてロシア連邦等で販売するにいたっている。日本ではこのモデルを海外通販などで入手できる。）
- EPSON エプソン
- mf エムエフ （日本初のフィルター付きメンソールたばこ）
- 宙 → おおぞら （当用漢字音訓表にない読み方が問題になり、ひらがなに変更された）
- オリンピアス（1963年発売、売価60円のうち10円は1964年東京オリンピックの寄付金になっていた。また両切りとフィルター付きの2種類があった）
- Current カレント（日本で初めて空気穴をあけたチップペーパーを採用した）
- 桔梗 （刻みたばこ。黄色地に紫の花が3つ描かれたパッケージ）
- CASTER（キャスター）（ウインストンの傘下銘柄に移行）
- CABIN（キャビン）（ウインストンの傘下銘柄に移行）
- Claris クラリス（セーラム・ライトの対抗商品として発売された）
- COSMOS コスモス
- GOLDEN BAT（ゴールデンバット）※シリーズ内に葉巻規格商品あり 2022年12月販売終了
- SAKURA（さくら）
- SomeTime（サムタイム）
- SEASONS シーズンズ（韓国たばこ人参公社(現KT&G)との共同開発）
- siesta シエスタ（レモングラスフレーバー）
- JUST ジャスト
- CHAMPAGNE（シャンパーニュ）
- JOKER ジョーカー（日本唯一の120'sサイズの紙巻たばこ）葉巻（リトルシガー）規格で再発売
- SHINSEI（しんせい）
- STEAM HOT ONE スチーム・ホット・ワン（先端の火種によって温める煙草で、葉を燃やさず、副流煙が一切出ない）
- STINGRAY スティングレイ
- SPIRIT スピリット
- スリーエー（AAA)
- ZEPHYR ゼファー
- SELECT セレクト
- CHERRY（チェリー）
- CHEROKEE チェロキー （バニラフレーバー）
- D-spec（ディースペック）
- DEAN ディーン
- TENDER テンダー
- とうきょう'64　(東京オリンピックを記念して1964年に発売。パッケージには五輪のデザインが描かれていた)
- TALK トーク（日本初の100'sサイズ製品）
- NOVA ノバ（ミント、ライム、シナモン、オレンジの4種があった）
- のらねこ
- PARTNER パートナー
- HARMONY ハーモニー
- PEARL パール
- ビービースラッガー
- 光 ひかり
- BESIDE ビサイド
- BITTER VALLEY ビターバレー
- ひびき
- 富士（ふじ）
- 富士ルネッサンス（ふじルネッサンス）
- Ploom（プルーム）（電気加熱型電子たばこ/たばこポッドおよび海外では継続）
- FRONTIER（フロンティア）（キャスターに統合）
- MARINA マリーナ
- MR.SLIM ミスター・スリム
- MISTY（ミスティ）
- Midori みどり（第二次世界大戦後初のメンソール製品）
- mini-star（ミニ・スター）
- 峰（みね）（免税店や海外では継続）
- 雅 みやび （京都限定たばこ）
- Mila Schön ミラ・ショーン 海外銘柄のライセンス生産。本来は、ミラ・シェーンと読むのが正しい。
- 桃山 ももやま （刻みたばこ）
- 山吹 やまぶき （刻みたばこ）
- LIBERA MILDS　リベラ・マイルド
- 凛（りん）
- Luna ルナ （薄いクリーム色のパッケージ）あめりかを
- LUCIA（ルーシア）（ピアニッシモに統合）

#### 買収などにより取得した銘柄
- ISLANDS（アイランド）（旧RJR）
- Arome Vanille アロマ・バニラ（旧Austria Tabak）
- SOBRANIE（ソブラニー）※旧ギャラハー、輸入販売。
- Violet（バイオレット）※沖縄返還により在琉たばこ会社から旧専売公社に引き継がれた銘柄
- HI-TONE（ハイトーン）※沖縄返還により在琉たばこ会社から旧専売公社に引き継がれた銘柄
- PREMIER（プレミア）（旧RJR）
- Memphis メンフィス（旧Austria Tabak）
- More モア（旧RJR）
- VANTAGE（バンテージ）（旧RJR）
- ロン※沖縄返還により在琉たばこ会社から旧専売公社に引き継がれた銘柄

## フィリップモリス

### 現行販売銘柄

#### あ行・か行・さ行・た行・な行
- iQOS（アイコス）（加熱式たばこ。専用の紙巻きたばこをホルダーにセットする。）
- SENTIA（センティア）（IQOS用のヒートティック）
- TEREA（てりあ）（IQOS用のヒートティック）
- Axia（アクシア）（IQOS用のヒートティック）

#### は行
- VIRGINIA S.（バージニア・エス）
- PARLIAMENT（パーラメント）
- HEETS(ヒーツ)（IQOS用のヒートティック）
- PHILIP MORRIS（フィリップモリス）

#### ま行

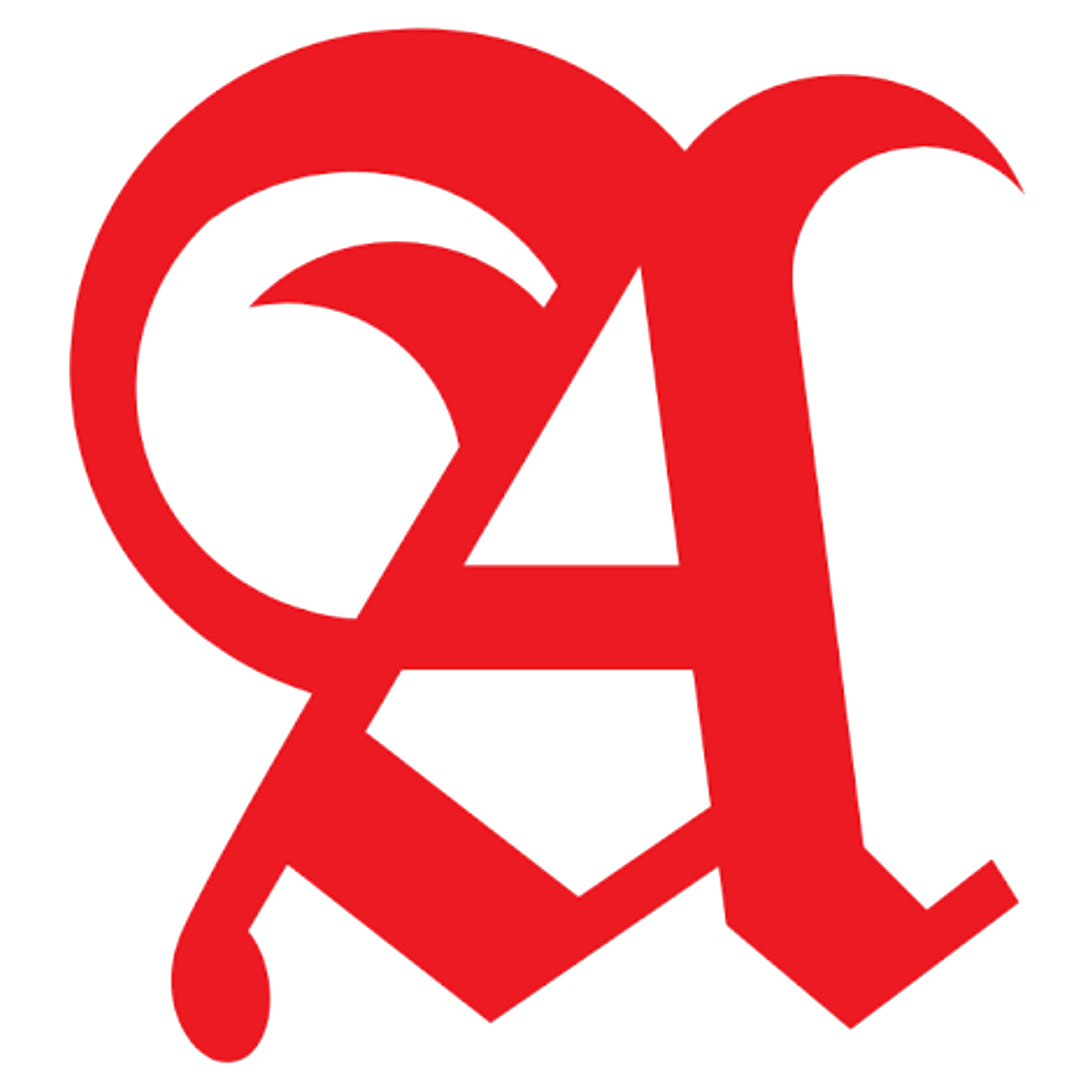
サンポルナ（SAMPOERNA）のロゴ

- Marlboro（マールボロ）※JTによりライセンス生産されていた時期あり。
- SAMPOERNA（英語版）
- SAMPOERNA DJI SAM SOE 234
- SAMPOERNA HIJAU KRETEK

#### や行・ら行・わ行
- LARK（ラーク）

### 販売終了銘柄
- EVE（イブ）（Cigarettes Pedia）
- L&M（エル＆エム）（Cigarettes Pedia）
- OASIS（オアシス）
- SARATOGA（サラトガ）（Cigarettes Pedia）
- NEXT（ネクスト）
- BASIC（ベーシック）
- MERIT（メリット）

## ブリティッシュ・アメリカン・タバコ

### 現行販売銘柄

#### あ・か行
- Captain Black（キャプテンブラック）
- CUBERO（キュベロ）
- KOOL（クール）
- クラン
- glo (グロー)
- KENT（ケント）

#### さ行・た行・な行・は行
- JPS（ジェーピーエス）
- SWING（スウィング）

#### ま行・や行・ら行・わ行
- LUCKY STRIKE（ラッキーストライク）

### 販売終了銘柄
- Vogue（ヴォーグ）
- CAPRI（カプリ）
- CARLTON （カールトン）
- 555（スリーファイブ）
- DUNHILL（ダンヒル）
- BARCLAY（バークレー）
- PALL MALL（ポールモール）
- Rothmans（ロスマンズ）

## その他の外国たばこ

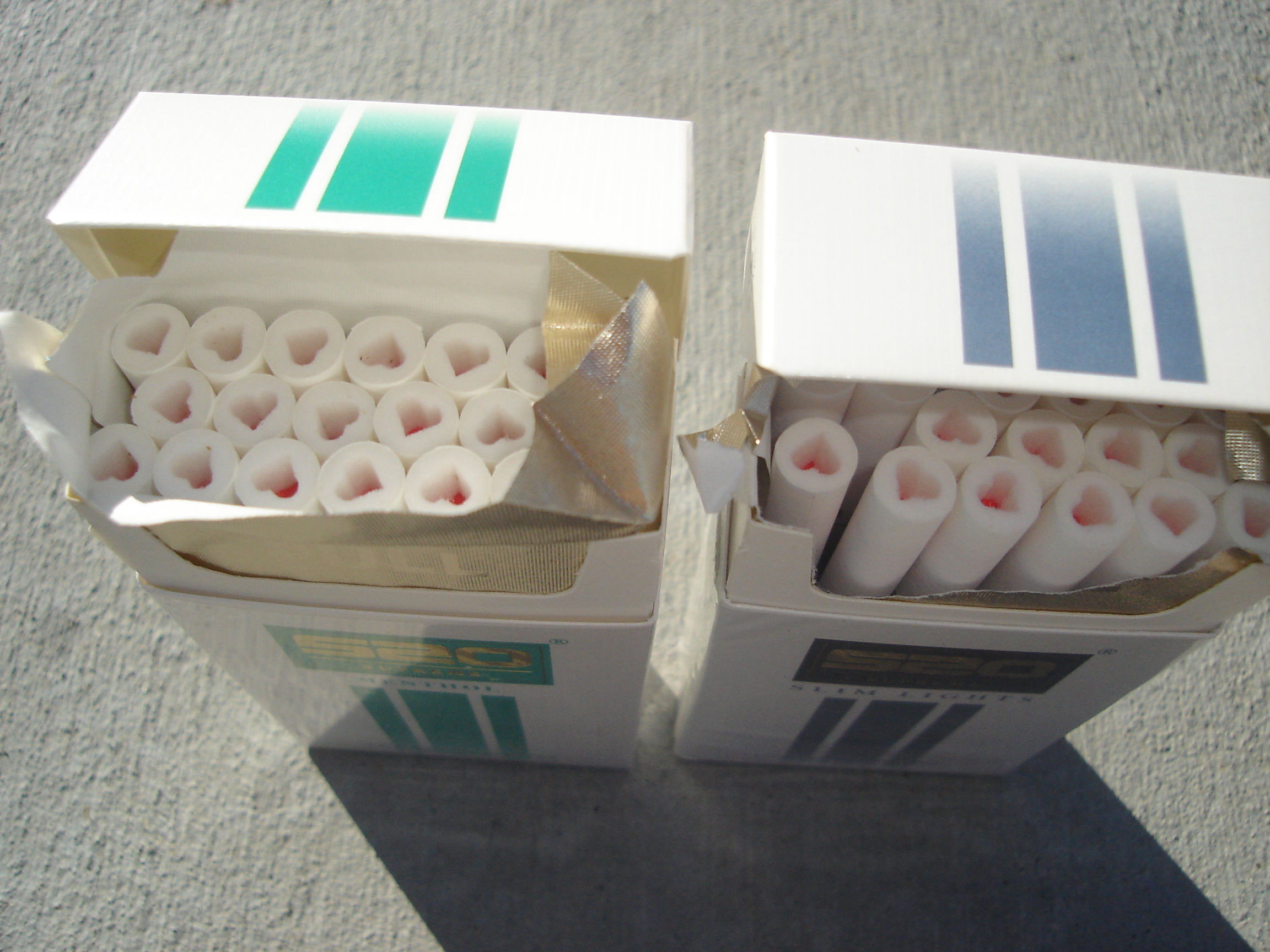
520（ウ・ア・リン）のフィルターは中心にハート形の穴が開いている

### あ行
- UP STYLE アップスタイル 16本入のリトルシガー。
- APACHE アパッチ
- AMERICAN SPIRIT アメリカンスピリット

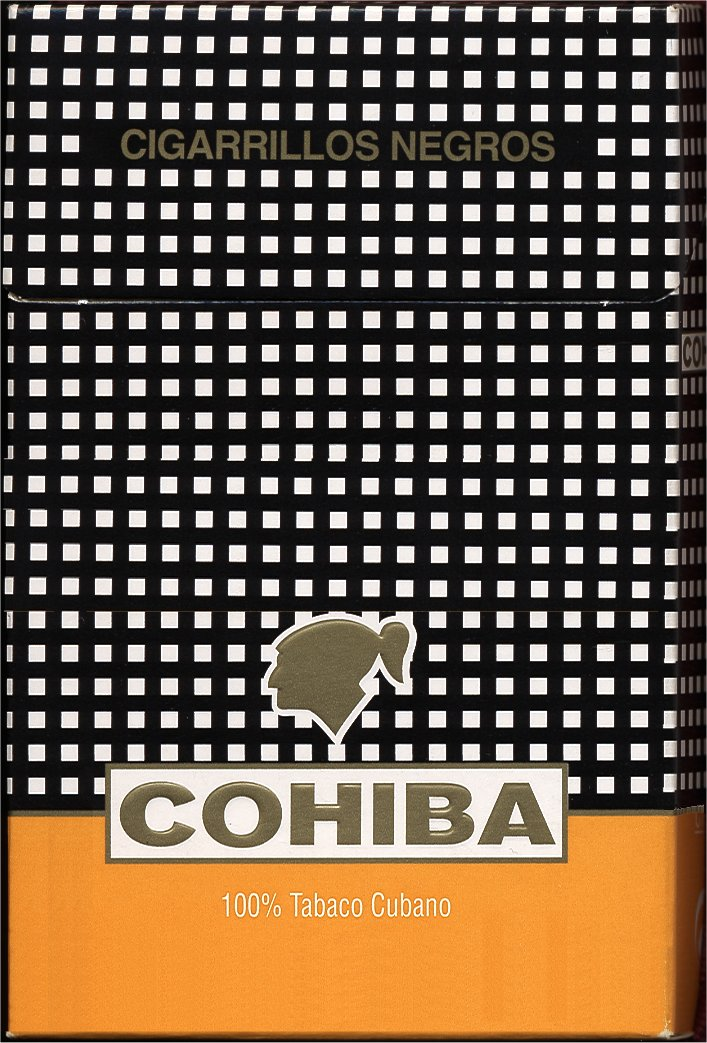
コイーバ・シガレット。葉巻用の葉を使用している

- ARK ROYAL アークローヤル
- OSMO オズモ

### か行
- GARAM ガラム
- COHIBA コイーバ
- GAULOISES ゴロワーズ

### さ行
- JET ジェット
- Cigaronne シガローネ
- DJARUM ジャルム

### た行
- 宝船 - ベルギー製の煙管用たばこ。
- Double Happiness (ダブルハピネス) - インドネシア産のリトルシガー。
- 中華（中国語版、英語版）
- che (チェ)
- 中南海 (ちゅうなんかい)
- Dreams (ドリームス)
- Treasurer London (トレジャラー)

### は行
- HARVEST ハーベスト - ドイツ製のリトルシガー。
- Vibes バイブス
- PALOMA パロマ
- peel ピール
- HERO ヒーロー - 147mmのフィルター無し煙草。
- FORTE フォルテ リトルシガー
- BRIGHT ブライト
- Black Jack ブラックジャック
- BLACK DEVIL ブラックデビル(ココナッツ風味・チョコ風味・ローズ風味・メンソール)
- FLOYD フロイド
- Pepe ペペ
- BODY SHOT ボディショット
- BOHEM CIGAR ボヘームシガー

### ら行・わ行
- ROCK ロック スーパースリムリトルシガー。

### 販売終了銘柄
- R1 アールワン
- R6 アールシックス
- IRIE アイリー
- AROME VANILLE アロマ・バニラ
- Yves Saint Laurant イヴ・サンローラン
- 520 SUPREME ウ・ア・リン・シュープリーム
- WEST ウエスト
- Winfield ウィンフィールド
- AIR SHIP エア・シップ
- HB エイチビー
- ecstacy エクスタシー
- ECHT ORIENT エヒト・オリエント
- MS エムエス
- ERNTE 23 エルンテ23
- ENJOY エンジョイ
- Embassy エンバシー
- OMNE 30's オムニ（他の標準たばこと同じ値段で30本入りが特徴）
- KATHAKALI カサカリ
- Casablanca カサブランカ
- Canabis カナビス
- 鴨翼 かもよく
- Cartier カルティエ
- CALUME カルメ
- Good Companion グッドコンパニオン
- GLORY グローリー
- GAY ゲイ
- KERBOW ケルボウ
- GOLDEN SMART ゴールデンスマート
- GOLDEN DEER ゴールデンディア
- 金健
- THE ONE ザ・ワン
- 三七 さんしち
- GITANES ジタン※JTによりライセンス生産されていた時期あり。
- SILK CUT シルクカット
- Jonny / JOHNNY ジョニー
- Superior Virginia スペリオル・バージニア
- SMART スマート（Smart）
- Smokin Joes スモーキン・ジョー
- time タイム
- DAVIDOFF ダビドフ
- 丹建 たんけん
- Che チェ
- CHARMINER チャーミナー
- 千里馬 チョンリマ
- DEATH デス
- DJ Mix ディージェーミックス

DJミックス・レモン
DJミックス・ストロベリー
DJミックス・グリーンアップル・メンソール
- 555 トリプルファイブ
- Chesterfield チェスターフィールド
- Nat Sherman ナットシャーマン
- New York ニューヨーク
- New York New York ニューヨーク・ニューヨーク
- NIL ニル
- NEVADA ネバダ
- HARBAL GOLD ハーバルゴールド
- VICEROY バイスロイ
- Hollywood ハリウッド
- Parisienne パリジェンヌ
- 88 パルパル
- Hanter ハンター
- BIDDIE ビディ
- PURE ピュア
- FINE ファイン
- FORTUNA フォルトゥナ
- BLACK STONE ブラックストーン
- PRINCE プリンス
- Balley's ベイリーズ
- Ἑλλάς ヘラス
- BENSON&HEDGES ベンソン&ヘッジス
- HOLE in ONE ホールインワン
- 牡丹 ぼたん （中国製）
- MILDE SORTE ミルデソルテ 現在はMEINE SORTEに名称変更
- MURATTI ムラッティ
- MEMPHIS メンフィス（Memphis (cigarette)）
- MAVERICK マーベリック
- MORISCO モリスコ
- mybluTM マイブルーティーエム ニコチンやタールが含まれていない電子たばこ
- 雲煙 （中国製）
- RADEN ラデン
- Ramesses II ラムセス2世
- ROUTE 66 ルート66
- rave レイヴ
- 霊芝 れいし （中国製）
- Load EXTRA ロード・エクストラ
- ROXY ロキシー
- RONSON ロンソン
- LONDON ロンドン
- ronhill ロンヒル